# 史蒂文·希尔
史蒂文·希尔（英語：Steven Hill，1985年11月14日—），美国NBA联盟前职业篮球运动员。